# Њ
Њ هو أحد حروف الأبجدية السيريلية. يعتبر هذا الحرف مزيجا من الحرفين السيريليين Н وЬ. يستخدم في المقدونية والصربية. نظير هذا الحرف بالعربية هو الحرف الثنائي نِ ويشبهه بلغة أخرى الحرف ñ كما في كلمة "señor" بالإسبانية. أخترع هذا الحرف على يد وك ستيفانو كاراديجيتش.